# 中式塔
中国古塔是指中國傳統建築中的塔，是中国的传统建筑楼阁與印度的窣堵坡結合的產物。楼閣早在先秦时代就已经出现，但由于年代久远，至今已经没有两汉以前的楼阁建筑实物存在。窣堵坡原是埋葬佛祖释迦牟尼火化后留下的舍利的一种佛教建筑，梵文称“窣堵坡”（Stupa），就是坟塚的意思。开始为纪念佛祖释迦牟尼，在佛出生、涅槃的地方都要建塔，随着佛教在各地的发展，在佛教盛行的地方也建起很多塔，争相供奉佛舍利。后来塔也成为高僧圆寂后埋藏舍利的建筑。古代印度的佛教建筑塔在东汉时期随佛教传入中国，之后迅速与中国本土的楼阁相结合，形成中国的楼阁式塔。
两汉时期墓葬中殉葬的冥器和墓室壁画是很好的资料。冥器中的重楼多为陶土烧制的2－3层的木结构建筑模型，多有斗拱作为支撑结构，各层分布平坐和檐，建筑有门窗等精细结构，建筑平面大多为正方形。汉代冥器重楼模型的结构特征与魏晋之后木塔的建筑结构有着明显的源流关系。
后由于木结构易腐爛，易燃烧，又按照楼阁式塔的形式，演化出了密檐式塔。在漫长的历史中曾被人们译为“窣堵坡（又稱「卒塔婆」，Stupa，梵文）”“浮图（Buddha，梵文）”“塔婆（Thupo，巴利文）”等，亦被意译为“方坟”“圆冢”。随着佛教在中国的广泛传播，直到隋唐时，翻译家才创造出了“塔”字，作为统一的译名，沿用至今。后世的塔在中国化的过程中，也为道家所用。另一方面，逐渐脱离了宗教而走向世俗，衍生出了观景塔、水风塔、文昌塔等等不同作用和目的塔。

## 歷史

### 漢代
在东汉时期中国各地就开始建造寺塔，这时木制的楼阁式塔已开始兴建。三国时代的吴国于建业（今江苏南京）开始造塔，开创了江南造塔之先。这两个时期没有塔的建筑物保存至今，有迹可循的是一些汉代画像石上塔的形象，有“窣堵坡”的形制。此外，在新疆，从东汉时期用夯土建造土塔，至今保留有许多土塔的遗迹。

### 南北朝
南北朝时期佛教有了很大的发展，这一时期建造了很多的石窟和寺塔，在云冈、敦煌石窟中都可见到那个时期塔的造型。现存塔最早的实物是北魏天安元年（466年）的小石塔，原来在山西朔县崇福寺内，后在抗日战争中，塔身与塔刹被分离。塔刹由爱国人士将其暗自藏回家中，并于抗战胜利后呈送政府，现保存在崇福寺。塔身则被日军带回日本。抗战结束后，塔身被送回中国。先是保存在南京博物馆，后来运往台湾，现保存于台北國立歷史博物館。而此外云岗石窟中也有很多楼阁式塔的造型。河南嵩山嵩岳寺塔是保存至今的最早的一座砖塔。这一时期主要发展了楼阁式和密檐式塔，建材则是砖、木、石并重。

### 隋唐
隋代虽然很短，但佛教盛行，隋文帝杨坚为其母祝寿分三年在全国各州建塔约113座。专家研究表明，所建都是木塔，已全部毁于兵火。现存的隋塔仅有石塔、砖塔等。
唐朝的国力昌盛，也广泛的吸收外来文化，塔在此时有了很大的发展，保存下来的唐塔约有百余座之多，集中于河南、山西、陕西、北京等地。唐塔由于早期建塔的仿木结构，平面多是方形，内部多是空筒式结构，形式多为楼阁式和密檐式，与后来的塔不同的是，唐塔多不设基座，它身上也不做大片的雕刻与彩绘。
南诏国统领西南属地时大兴佛教，建寺造塔风行一时，此后一千多年寺院尽毁，仅剩昆明、大理的一些塔。南诏时代的塔与中原文化结合紧密，与唐塔的形制很接近。同期渤海国的塔也都具有中原、关中地区地区唐塔的特点。
唐朝以后的五代时期战乱不断，寺塔建造的数量都不多。这一时期塔的形状从方形过渡到了六角形至八角形，塔的内部也由空筒式逐步过渡到回廊式、壁内折上式。

### 辽宋

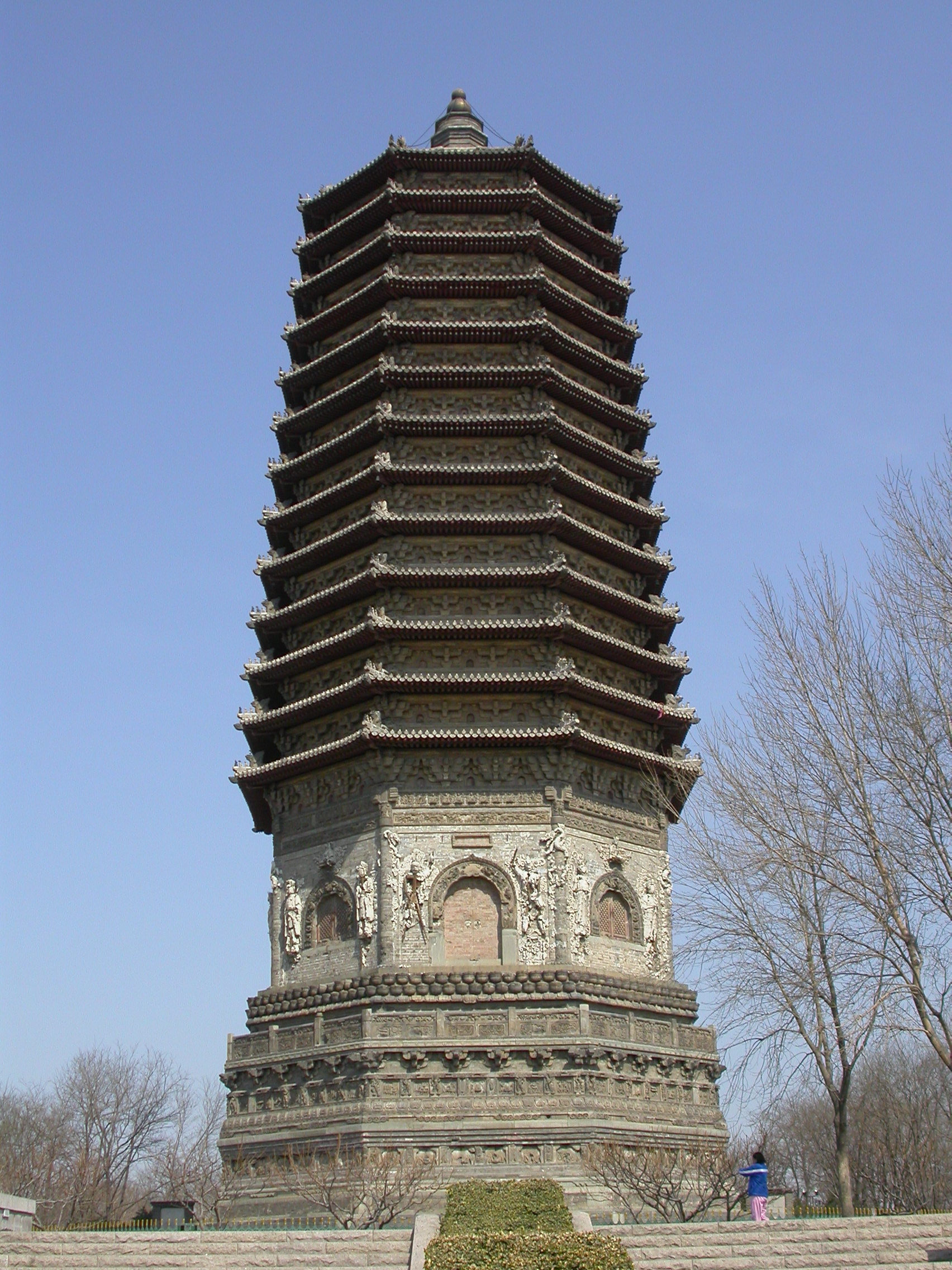
宝塔

两宋辽金时期中国南北分治，南北建筑各具特色，塔亦不例外。
两宋期间中国南方经济发达，宗教繁盛，建筑了很多塔。宋塔多为楼阁式塔，或为外密檐内楼阁式塔；此外还有约两成的塔为造像式塔、宝箧印式塔、无缝塔、多宝塔等其他形制的塔。宋塔平面多为八角形或六角形偶见有四边形者，这与唐塔千篇一律端庄稳重的四边形产生了鲜明的对比。
宋塔每层都建筑有外挑的游廊、有腰檐、平座、栏杆、挑角飞檐等建筑部件；因而即便是如杭州六合塔这样高大雄伟者亦不失轻巧灵动之感。在塔院的平面布局上，宋塔相比于唐塔发生了巨大的变化，在唐代，塔是寺院的核心部分，大多建筑在寺院的前院；而宋代寺院的核心地位为正殿所取代，塔大多位于后院或正殿两侧。
辽塔多为实心的密檐式塔，建筑材料亦多选择坚固耐久的砖石材料，而在建筑上则以砖石仿木结构，惟门窗不用唐塔宋塔的方形结构设计，而采用在力学上更加合理的拱券设计，这也是辽塔在建筑学上的一个重大突破；除密檐塔外，辽塔中尚有少部分仿唐塔形制的楼阁式塔。辽塔平面多为八角形，繁复的基座是辽塔独有的特色，基座各个立面均做仿木处理，模仿木结构宫殿建筑里面，门窗齐全，表面或篆刻经典或雕凿佛教造像，常见的造像题材有佛像、金刚、力士、菩萨、宝器、塔、城、楼阁等等，非常精美。一些比较著名的辽塔，如北京天宁寺塔，不仅塔身基座遍布精美造像，而且塔檐、仿木斗拱均做工细致精巧惟妙惟肖。但在辽塔中更多的是一些做法比较简单的塔，仅第一层或一二层檐施用斗拱而以上其他各层均以叠涩出檐，造型简捷古朴。相比于同时代的宋塔，辽塔大多轮廓简洁造型端庄，亦有极高的艺术价值。辽代是中国造塔历史上一个重要的时期，期间不仅造塔数量甚众，而且结构合理造型优美，很大程度上影响了后世造塔的风格。
金代是继辽代之后入主中国北方的，金的历代皇帝与辽一样笃信佛教大兴造塔之风，但金塔大多仿造唐塔如河南洛阳白马寺齐云塔或仿辽塔建造，并没有突破唐、辽以来建塔的规制而形成自己独有的风格，期间虽然出现了一些外形比较怪异的塔，但大多不能形成体系，亦非优美制作，值得炫耀者不多。其中惟河北正定广惠寺塔值得专门提及，这是中国历史上最早出现的金刚宝座式塔。

### 元代
元代统治中原的时间比较短，元朝皇帝大多信奉藏傳佛教，在元代流行于藏傳佛教地區窣堵坡式的塔被再次引入中原，称为覆钵式塔，另外随着密宗在元上流社会中的流行，金刚宝座塔又被从西藏引入。由于元代立国时间较短，上层社会没有机会充分地接受汉地文化，也很难做到不同文化的融合，因而除了一些覆钵式塔，元代兴建的名塔不多，元塔对后世的影响也比较小。

### 明清
自明清两代开始，逐渐产生了文峰塔这一独特的类型，所谓文峰塔即各州城府县为改善本地风水而在特定位置修建的塔，其修建目的或为震慑妖孽或为了补全风水或作为该地的标志性建筑，文峰塔的出现使得明清两代出现了一个筑塔高潮，许多塔都是以文峰塔的形态出现的。文峰塔建筑形制多样，或如笔、或如楼、或矮胖如墩台，这些异形塔的出现极大地丰富了塔的建筑类型。
明清两代的佛塔基本沿袭了辽宋塔的形制，由于筑塔数量较多因而种类非常齐全，从楼阁式、密檐式、覆钵式、金刚宝座式等较为常见的形式到无缝式、宝箧印式等奇异的形式不一而足，尤以楼阁式塔为主流。明清塔大多为高大的砖仿木结构，石塔木塔均很少见，明清两代仿木结构砖塔对木构的模仿都非常精致细腻，不仅斗拱、椽、枋、额具全而且还出现了雁翅板、垂莲柱等结构；塔的建筑平面多为八角形、六角形和四方形；明清塔承袭了辽塔构筑基座的做法，随着塔在明清从宗教世界走向世俗社会，基座上浮雕的题材出现了相应的变化，不仅包括佛像、金刚、力士、护法天王等宗教题材，也出现了八仙过海、喜鹊登梅、魁星点斗等民间传统祈福题材。明清两代的佛塔或仿宋或仿辽，虽然建筑数量甚众但在建筑艺术和技术上并无大的突破，其成就远逊于辽宋两朝。

## 古塔形制

### 楼阁式
阁楼式塔为汉民族所特有的建筑样式。这种塔形体比较高大， 象一座高层的楼阁。塔内一般都设有砖石或木制的楼梯，供人们攀登。在有的塔外还有意制作出仿木结构的门窗与柱子等。这种类型的古塔保存数量最多。

### 密檐式
密檐式古塔形体也较为高大，由楼阁式的木塔向砖石结构发展时而演变来。这种类型塔的第一层很高大，第一层以上各层之间的距离则特别短，各层的塔檐紧密重叠着。塔身的内部一般是中空的，有的密檐式塔在制作时就是实心的。富丽的仿木构建筑装饰大部分集中在塔身的第一层。

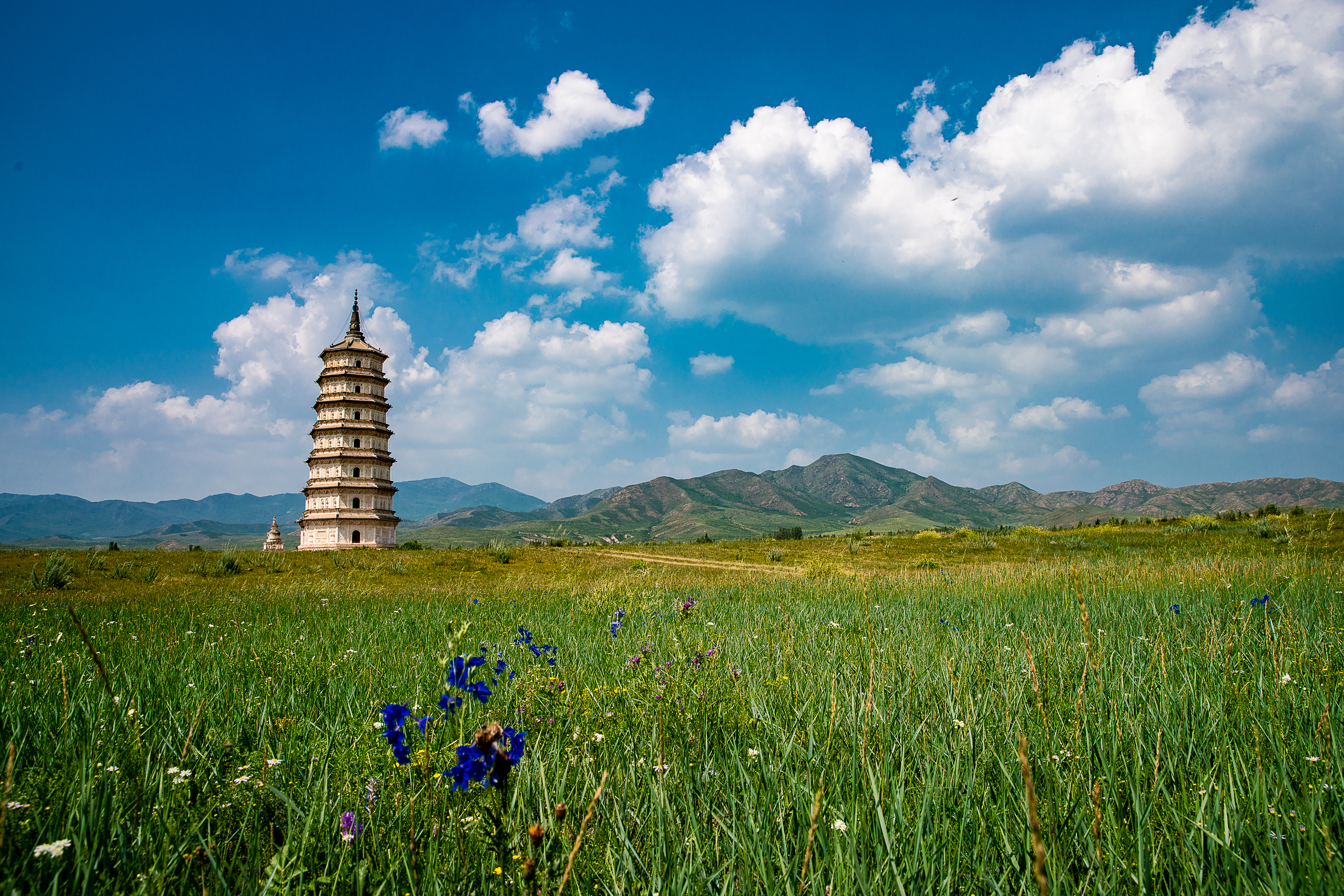
Qinzhou white tower

### 其它形制

#### 过街塔和塔门
过街塔是修建在街道中或大路上的塔，下有门洞可以使车马行人通过；塔门就是把塔的下部修成门洞的形式，一般只容行人经过，不行车马。这两种塔都是在元朝开始出现的，所以门洞上所建的塔一般都是覆钵式的，有的是一塔，有的则是三塔并列或五塔并列式。门洞上的塔就是佛祖的象征，那么凡是从塔下门洞经过的人，就算是向佛进行了一次顶礼膜拜。这就是建造过街塔和塔门的意义所在。

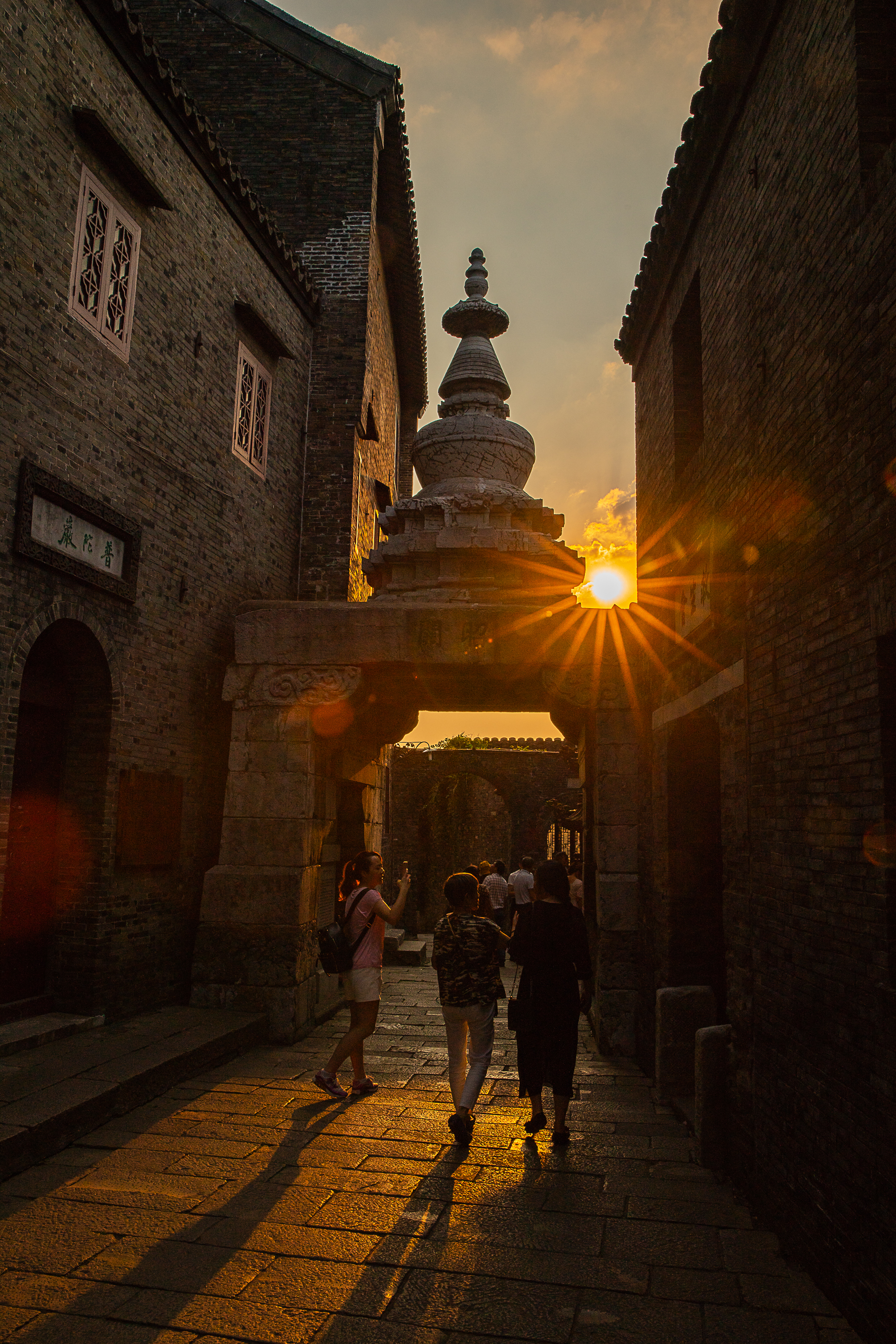